# Kudarikilu
Kudarikilu är en ö i Maldiverna. Den ligger i den norra delen av landet, 135 km nordväst om huvudstaden Malé. Det är den enda bebooda ön i Fasdūtherē atoll. Administrativt tillhör den Baa atoll. 